# Мавзолей (універмаг)
ТЦ «Радянський», більш відомий як «Мавзолей» — перший торговельний центр на Салтівці, що в Харкові. Розташований за адресою вул. Гвардійців-Широнінців, 45. Універмаг було побудовано в 1978 році, наразі перебуває в аварійному стані та потребує реконструкції.

## Назва
Прізвисько «Мавзолей» споруда отримала за свій червоний колір та особливу ступінчасту форму, що нагадує мавзолей Леніна. Також у часи свого розквіту торговий центр був відомий як «Мурашник» через те, що на кожен з поверхів будівлі можна потрапити ззовні.

## Крамниці
За радянських часів в будівлі розміщувалися продуктовий, продовольчий і господарський магазини, перукарня, кафе і дитяча молочна кухня.
Зараз на території торговельного центру знаходяться секонд-хенд, більярдний клуб та бюро ритуальних послуг; підвальне приміщення використовується як склад.

## Реконструкція
5 січня 2012 року голова Адміністрації Московського району міста Харкова Олег Товкун повідомив, що планується реконструкція торговельного центру. Робота з благоустрою прилеглої території вже розпочата: виконана реконструкція підпірної стіни, встановлені нові сходові марші, проведене кронування дерев, йде реконструкція Липової алеї.

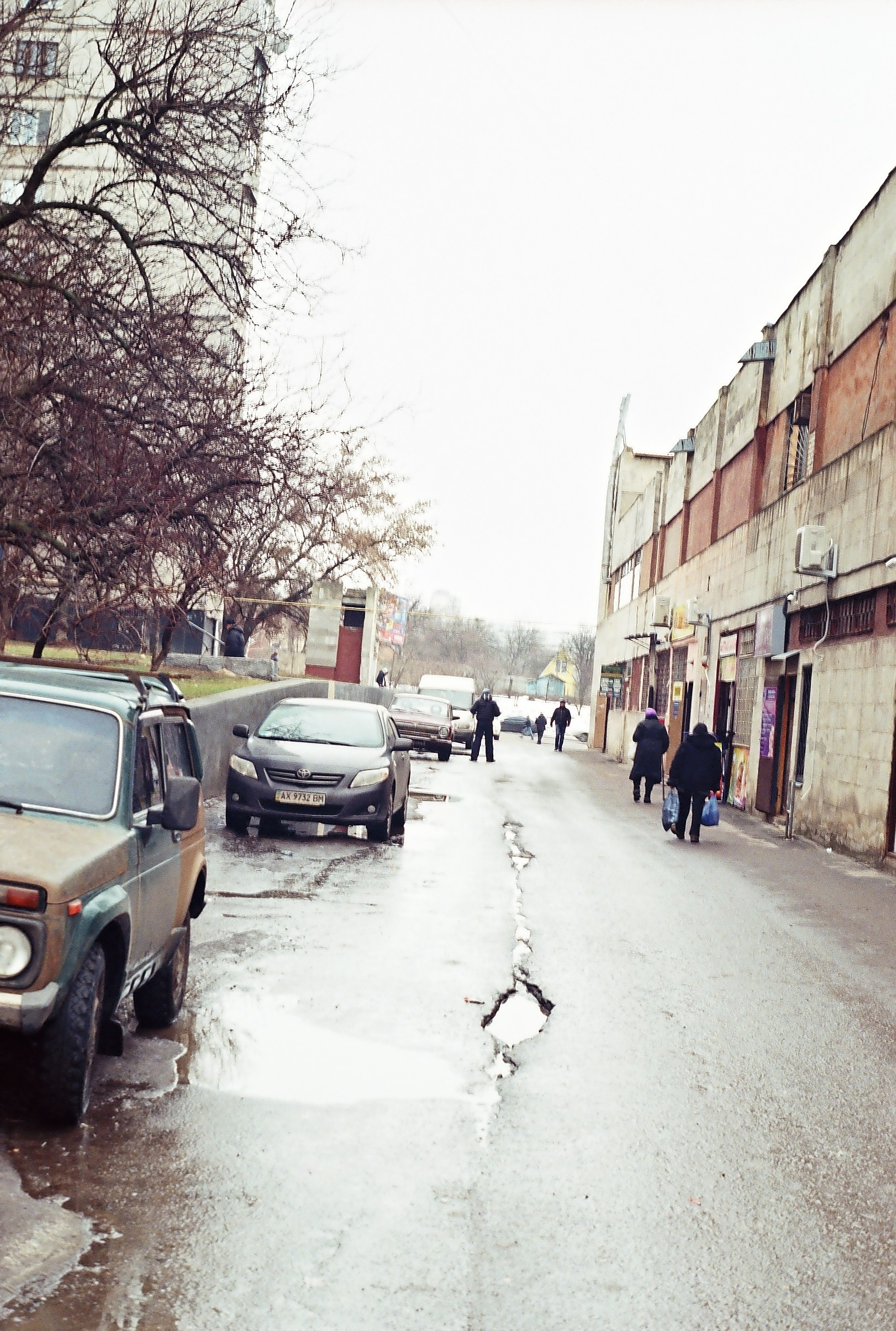
«Мавзолей» у лютому 2012 року.
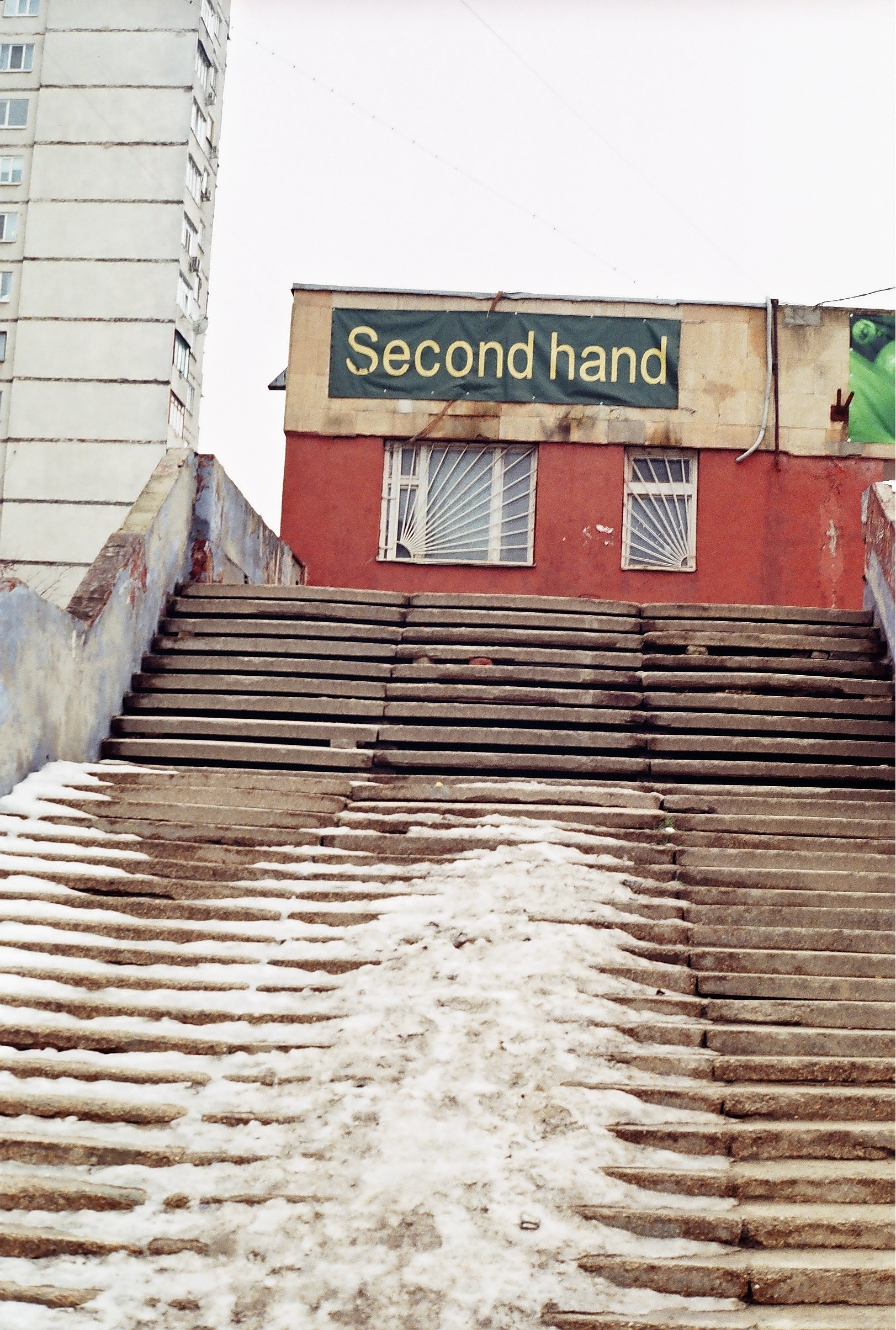
«Мавзолей» у лютому 2012 року.
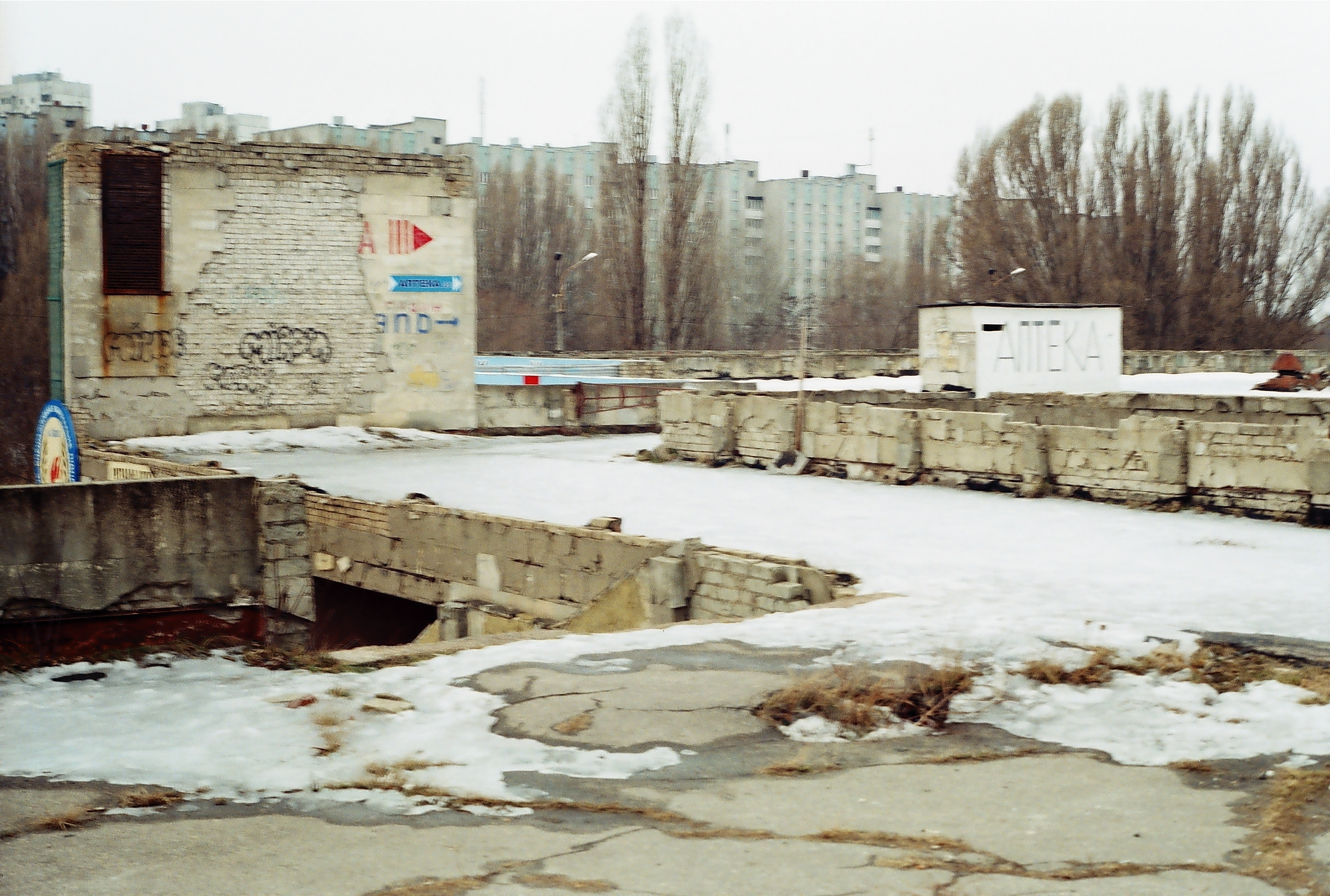
«Мавзолей» у лютому 2012 року.